# Reyðarfjörður

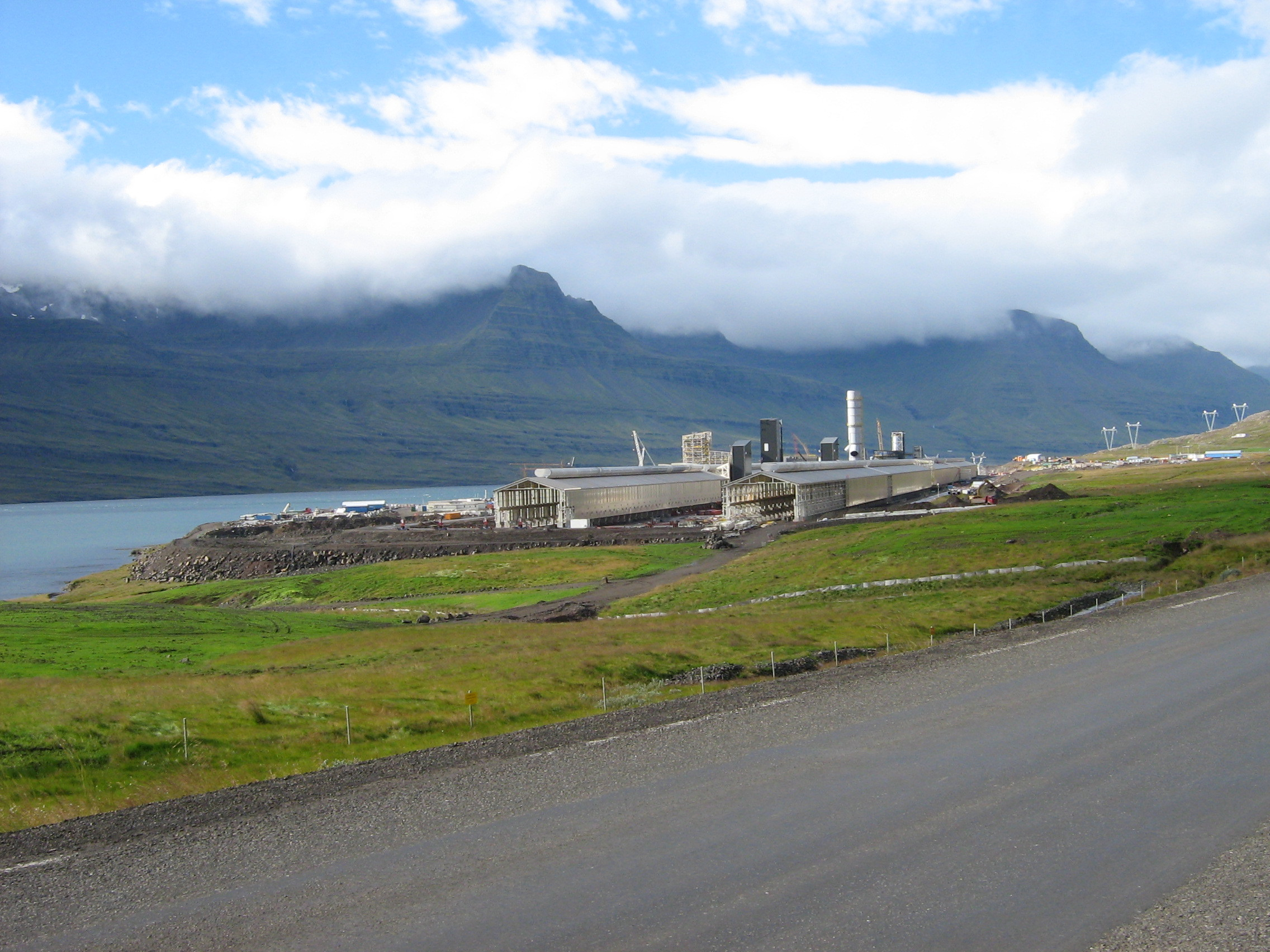
Aluminiumsmältverket i byggnadsperioden

Reyðarfjörður är en ort i Fjarðabyggð i Austurland i Island. Antalet invånare är 1382 (2022).
Utanför orten byggdes 2004−2007 aluminiumsmältverket Alcoa Fjarðaál, vilket togs i drift 2008. Aluminiumsmältverk kräver mycket el, och tanken är att använda mer av Islands stora vattenkrafttillgångar. För det har ett stort vattenkraftverk byggts, kallat Kárahnjúkar. Invånarantalet ökade kraftigt för dessa projekts skull, särskilt under byggtiden.
I Reyðarfjörður filmades utomhusscenerna i TV-serien Fortitude.